# Rhinolophus shameli
Rhinolophus shameli är en fladdermusart som beskrevs av Tate 1943. Den ingår i släktet Rhinolophus och familjen hästskonäsor. IUCN kategoriserar arten globalt som livskraftig. Inga underarter finns listade i Catalogue of Life.
Artepitetet i det vetenskapliga namnet hedrar den amerikanska zoologen Henry Harold Shamel.

## Beskrivning
Som alla hästskonäsor har arten flera hudflikar kring näsan. Flikarna brukas för att rikta de överljudstoner som används för ekolokalisation. Till skillnad från andra fladdermöss som använder sig av överljudsnavigering produceras nämligen tonerna hos hästskonäsorna genom näsan, och inte som annars via munnen. Hos denna art är uppsättningen hudflikar bredare än själva nosen. Underarmslängden är mellan 4,5 och 5 cm, huvudet är omkring 2 cm långt, och vikten mellan 8 och 13 g. Ekolokalisationslätet har en frekvens mellan 65 och 67 kHz för hanar, 69 till 72 kHz för honor. Arten påminner mycket om Rhinolophus coelophyllus (som har mellanbrun till orange–rödaktig päls), men den är något mindre och har ett högre ekolokalisationsläte.

## Utbredning
Arten förekommer i Sydostasien i östra Myanmar, Thailand, Laos, Kambodja och Vietnam. Den är vanlig i östra Burma och Thailand, men sällsynt i Vietnam.

## Ekologi
Arten lever i städsegröna urskogar i låglänta områden och kulturskogar. I Thailand förekommer den i kulturblandskog. Arten går upp till 1 000 meters höjd i sitt födosök; i Burma har den påträffats i dagkvarter i kalkstensgrottor på omkring samma höjd.